# Giải vô địch bóng đá nữ U-19 châu Á 2002
Giải vô địch bóng đá nữ U-19 châu Á 2002 diễn ra tại Goa, Ấn Độ từ 19 tới 28 tháng 4 năm 2002. Hai đội đứng đầu giành quyền tham dự Giải vô địch bóng đá nữ U-19 thế giới 2002.

## Vòng bảng

### Bảng A
| Đội      | Tr | T | H | B | BT | BB | HS  | Đ |
| -------- | -- | - | - | - | -- | -- | --- | - |
| Nhật Bản | 3  | 3 | 0 | 0 | 31 | 0  | +31 | 9 |
| Hàn Quốc | 3  | 2 | 0 | 1 | 17 | 7  | +10 | 6 |
| Ấn Độ    | 3  | 1 | 0 | 2 | 6  | 13 | −7  | 3 |
| Guam     | 3  | 0 | 0 | 3 | 0  | 34 | −34 | 0 |

| Hàn Quốc                                   | 4 – 0 | Ấn Độ |
| ------------------------------------------ | ----- | ----- |
| Han Song-i 22', 23', 52' · Lee Jong-mi 48' |       |       |

| Nhật Bản                                                                      | 15 – 0 | Guam |
| ----------------------------------------------------------------------------- | ------ | ---- |
| Ayako 4 bàn · Kinga 4 bàn 2 bàn · Hayasaka 2 bàn · Miyama · Watanabe · Niwata |        |      |

| Nhật Bản                                                       | 7 – 0 | Hàn Quốc |
| -------------------------------------------------------------- | ----- | -------- |
| Miyama 6' · Ito 25' · Ohno 51', 87' · Ayako 74' · Maruyama 81' |       |          |

| Guam | 0 – 6 | Ấn Độ                                                                |
| ---- | ----- | -------------------------------------------------------------------- |
|      |       | Barreto 44' · Devi 54' · Rocky 68' · Kahtun 73' · Rani Devi 82', 83' |

| Nhật Bản                                                                  | 9 – 0 | Ấn Độ |
| ------------------------------------------------------------------------- | ----- | ----- |
| Ohno 10', 11', 20', 87' · Maruyama 37', 78' · Ito 40', 74' · Watanabe 38' |       |       |

| Guam | 0 – 13 | Hàn Quốc |
| ---- | ------ | --- |
|      |        | Jang Jeong-hee 3' · Park Eun-jung 12', 21', 28', 30', 90', 90+' · Han Song-i 38', 65', 77' · Lee Jang-mi 42', 59' · Lee Eun-hae 58' |

### Bảng B
| Đội               | Tr | T | H | B | BT | BB | HS  | Đ |
| ----------------- | -- | - | - | - | -- | -- | --- | - |
| Đài Bắc Trung Hoa | 3  | 2 | 1 | 0 | 33 | 0  | +33 | 7 |
| Trung Quốc        | 3  | 2 | 1 | 0 | 32 | 0  | +32 | 7 |
| Singapore         | 3  | 1 | 0 | 2 | 2  | 34 | −32 | 3 |
| Hồng Kông         | 3  | 0 | 0 | 3 | 1  | 34 | −33 | 0 |

| Trung Quốc | 15 – 0 | Singapore |
| --- | ------ | --------- |
| Tất Nghiên 2', ?', ?', ?', 20', 44' · Hàn Đoan 35', 42', 70'; Trương Dĩnh 2 bàn · Chung Kim Ngọc · Vương Đan Đan · Trương Na · Vũ Miêu Miêu |        |           |

| Đài Bắc Trung Hoa | 15 – 0 | Hồng Kông |
| --- | ------ | --------- |
| Yen Ling Lu 4 bàn · Sho O Tseng 3 bàn · Yu Hsing Chang 3 bàn · Hui Chih Chang · Pei Wen Yu · Mei Fen Lan · Li Chen Tsail |        |           |

| Trung Quốc | 0 – 0 | Đài Bắc Trung Hoa |
| ---------- | ----- | ----------------- |
|            |       |                   |

| Singapore                     | 2 – 1 | Hồng Kông          |
| ----------------------------- | ----- | ------------------ |
| Nursayaima 53' · Huraizah 67' |       | Phùng Kim Muội 28' |

| Trung Quốc | 17 – 0 | Hồng Kông |
| --- | ------ | --------- |
| Lý Đông Linh 1', 45' · Lý Nam 22', 54', 73', 83', 85' · Vũ Miêu Miêu 29', 82' · Trương Dĩnh 40' · Lư Yến 51' · Vương Đan Đan 56', 57', 71' · Hầu Lệ Giai 70', 87' · Cát Dương 76' |        |           |

| Singapore | 0 – 18 | Đài Bắc Trung Hoa |
| --------- | ------ | --- |
|           |        | Li Chen Tsai 4 bàn · Sho O Tseng 4 bàn · Yu Hsing Cheng 3 bàn · Hu Chih Chang 2 bàn · Wen Yu · Mei Fen Lan · Shin Jun Wu · Yu Chen Huang · Yen Ling Lu |

### Bảng C
| Đội               | Tr | T | H | B | BT | BB | HS  | Đ |
| ----------------- | -- | - | - | - | -- | -- | --- | - |
| CHDCND Triều Tiên | 3  | 3 | 0 | 0 | 18 | 0  | +18 | 9 |
| Myanmar           | 3  | 2 | 0 | 1 | 7  | 8  | −1  | 6 |
| Thái Lan          | 3  | 1 | 0 | 2 | 2  | 12 | −10 | 3 |
| Uzbekistan        | 3  | 0 | 0 | 3 | 1  | 8  | −7  | 0 |

| CHDCND Triều Tiên                                                                                      | 10 – 0 | Thái Lan |
| --- | ------ | -------- |
| Kang Kum-sil 1' · Jang Chol-ok 22', 26' · Jong Pok-sim 30', 72', 89' · Kim Hyang-mi 42', 49', 54', 60' |        |          |

| Uzbekistan           | 1 – 5 | Myanmar                                                                                   |
| -------------------- | ----- | ----------------------------------------------------------------------------------------- |
| Usma Nova Komola 40' |       | Nhin Si Mytnt 11' · Soe Miat Thida 25', 70' · Aye Nanda Hlaing 30' · Ryin Thida Nyint 89' |

| CHDCND Triều Tiên | 1 – 0 | Uzbekistan |
| ----------------- | ----- | ---------- |
| Ri Kwang-ok 9'    |       |            |

| Thái Lan | 0 – 2 | Myanmar                              |
| -------- | ----- | ------------------------------------ |
|          |       | Thu Zar Htwe 40' · Nhin Si Myint 89' |

| CHDCND Triều Tiên                                                                                         | 7 – 0 | Myanmar |
| --- | ----- | ------- |
| Po-sim 1' · O Jong-im 9', 32' · Min Chung-bok 10' · Ri Kwang-ok 14' · Jong Chol-ok 43' · Han Ryon-hui 43' |       |         |

| Thái Lan | 2 – 0 | Uzbekistan |
| -------- | ----- | ---------- |
|          |       |            |

### Xếp hạng đội thứ ba
Kết quả của các đội thuộc bảng A và B trước các đội cuối bảng không được tính.
| Bảng | Đội        | Tr | T | H | B | BT | BB | HS  | Đ |
| ---- | ---------- | -- | - | - | - | -- | -- | --- | - |
| B    | Trung Quốc | 3  | 2 | 1 | 0 | 32 | 0  | +32 | 7 |
| A    | Hàn Quốc   | 3  | 2 | 0 | 1 | 17 | 7  | +10 | 6 |
| C    | Myanmar    | 3  | 2 | 0 | 1 | 7  | 8  | −1  | 6 |

## Vòng đấu loại trực tiếp

### Bán kết
| Nhật Bản          | 1 – 1 (s.h.p.) | Trung Quốc     |
| ----------------- | -------------- | -------------- |
| Kitamoto 5'       |                | Tất Nghiên 90' |
| Loạt sút luân lưu |                |                |
|                   | 3 – 0          |                |

| Đài Bắc Trung Hoa  | 1 – 1 (s.h.p.) | CHDCND Triều Tiên |
| ------------------ | -------------- | ----------------- |
| Hui Chih-chang 38' |                | Ri Kwang-ok 31'   |
| Loạt sút luân lưu  |                |                   |
|                    | 4 – 3          |                   |

### Tranh hạng ba
| Trung Quốc                                                 | 4 – 1 | CHDCND Triều Tiên |
| ---------------------------------------------------------- | ----- | ----------------- |
| Hàn Đoan 4', 90' · Giang Soái 15' · Kam Kum-sil 19' (l.n.) |       | Jong Chol-ok 17'  |

### Chung kết
| Nhật Bản           | 2 – 1 | Đài Bắc Trung Hoa |
| ------------------ | ----- | ----------------- |
| Ito 55' · Ohno 70' |       | Shin Jung-wu 25'  |